# Antonín
Antonín je mužské křestní jméno latinského původu. Pochází ze jména Antoninus, kterým byli označováni adoptivní příslušníci patricijského rodu Antoniů – doslovný význam je „patřící Antoniovi“. Vykládá se jako „vynikající, přední, čelný“ (latinské ante=„před“). Podle českého kalendáře má svátek 13. června.
Ženskou obdobou je Antonie, popřípadě Antonína.

## Statistické údaje
Následující tabulka uvádí četnost jména v ČR a pořadí mezi mužskými jmény ve srovnání dvou roků, pro které jsou dostupné údaje MV ČR – lze z ní tedy vysledovat trend v užívání tohoto jména:
| Rok  | Četnost | Pořadí | Změna četnosti | Změna pořadí |
| 1999 | 70 693  | 19.    |                |              |
| 2002 | 67 301  | 21.    | -3392          | -2           |
| 2006 | 61 054  | 23.    | -6247          | -2           |
| 2013 | 54 998  | 27.    | -6056          | -4           |
| 2016 | 53 794  | 28.    | -1204          | -1           |

Změna procentního zastoupení tohoto jména mezi žijícími muži v ČR (tj. procentní změna se započítáním celkového úbytku mužů v ČR za sledované tři roky 1999–2002) je −4,1%, což vypovídá o poměrně značném poklesu obliby tohoto jména.

## Antonín v jiných jazycích
- Slovensky, rumunsky, dánsky, švédsky: Anton
- Polsky: Antonin nebo Antoni
- Rusky: Antonin nebo Anton nebo Antonij nebo Antoška, Toška (dom. pod.), Antonina, Toňa (žen. jméno)
- Srbsky: Anton nebo Antonije
- Chorvatsky: Antun nebo Ante, Anto
- Slovinsky: Tone
- Maďarsky: Antal
- Italsky: Antonio nebo Antonino nebo Tonino nebo Nino
- Katalánsky: Antoni
- Španělsky: Antonio
- Portugalsky: António
- Francouzsky: Antoine
- Anglicky: Antony nebo Anthony
- Německy: Anton nebo Antonius
- Nizozemsky: Anthony nebo Anton
- Řecky: Antonios

## Domácké podoby
Tonda, Toník, Toníček, Tonek, Tony, Tóňa, Tonoušek, Toncek, Tonďák, Toníno, Antonínek, Antoň, Antoš, Antík, Antoník

## Známí nositelé jména
- svatý Antonín Florentský – dominikánský mnich
- svatý Antonín Pečerský – křesťanský pravoslavný světec
- svatý Antonín z Padovy (1195–1231) – františkánský mnich
- svatý Antonín Veliký – jeden ze zakladatelů mnišství
- ctihodný Antonín Cyril Stojan – arcibiskup olomoucký
- Antonín Alexander – autor fotografií Prahy působící v první polovině 20. století
- Antonín Brabantský – brabantský a limburský vévoda
- Antonín Theodor Colloredo-Waldsee – první arcibiskup olomoucký
- Antonín Florián z Lichtenštejna – lichtenštejnský kníže
- Antonín Krtička-Polický – historik a kronikář
- Antonín I. Portugalský – portugalský infant
- Antonín Saský (1755–1836) – v letech 1827–1836 saský král
- Antonín z Amandoly – italský katolický kněz
- Antonín z Lipska – německý františkán
- Antonín Lotrinský – lotrinský vévoda
- Antonín Navarrský – panovník z rodu Bourbonů
- Antonín Lucemburský – nejmladší syn Ludvíka Lucemburského a jeho manželky Johany z Marle
- Antonín Ludvík Frind – litoměřický sídelní biskup
- Antonín Rakousko-Toskánský – rakouský arcivévoda a princ toskánský

- Antonín Adamec – český římskokatolický kněz, pedagog, literát a kanovník Královské stoliční kapituly sv. Petra a Pavla v Brně
- Antonín Adamovský – československý politik
- Antonín Aichel – italský zedník působící v Čechách
- Antonín Anděl – český hudební skladatel
- Anton Antonov-Ovsejenko – ruský historik a publicista
- Antonín Appeller – barokní kameník působící na území Čech
- Antonin Artaud – francouzský básník a divadelník
- Antonín Augusta – český nakladatel
- Antonín Ausobský – český architekt a vysokoškolský učitel
- Anton von Arco auf Valley – německý politický aktivista
- Antonín Bahenský – český fotoreportér
- Antonín Bajaja – český spisovatel
- Antonín Balatka – český dirigent a skladatel
- Antonín Balšánek – český architekt a profesor architektury
- Antonín Karel Balzer – grafik, mědirytec a kreslíř
- Antonín Barák – český fotbalový záložník
- Antonín Barborka – český geometr a pedagog
- Antonín Bárta – český fotbalista
- Antonín Bartoněk – český klasický filolog
- Antonín Bartoň – československý lyžař
- Antonín Bartoš – český římskokatolický kněz
- Antonín Bartoš – československý voják
- Antonín Bartušek – český básník, muzeolog, překladatel a historik umění
- Antonín Viktor Barvitius – český architekt
- Antonín Basch – český národohospodář
- Antonín Basl – československý středoškolský profesor, geograf a historik
- Antonín Baťa starší – zakladatel obuvnické firmy
- Antonín Baťa – zakladatel obuvnické firmy
- Antonín Baudyš – představitel české astrologie, vysokoškolský pedagog
- Antonín Baudyš mladší – český astrolog
- Antonín Baum – český architekt, archeolog, sběratel a konzervátor památek
- Antonín Bečvář – český astronom a klimatolog
- Antonín František Bečvařovský – český hudební skladatel
- Antonín Bednář – český dirigent, sbormistr a skladatel
- Antonín Bekr – český a československý politik
- Antonín Belcredi – šlechtic z italského rodu Belcrediů
- Antonín Bělohoubek – český chemik
- Antonín Bennewitz – český houslista, dirigent a hudební pedagog, spoluzakladatel Českého kvarteta
- Antonín Beňa – moravský učitel, violista a zpěvák
- Antonín Berger – pražský cukrář, zakladatel tradice moderního českého cukrářství
- Antonín Berkovec – český a československý politik
- Antonín Bichler – český a československý politik
- Antonín Bílý – český soudce
- Antonín Birkhardt – vůdčí pražský mědirytec a tiskař doby baroka
- Antonín Blažek – český architekt
- Antonín Blažek – český a československý politik a diplomat
- Antonín Boček – českoněmecký archivář a historik
- Antonín Boháč – český vědec, vlastenec a pedagog
- Antonín Leopold Boleslavský z Rittersteinu – hospodářský správce dietrichsteinských statků
- Antonín Borovička – český kapelník a hudební skladatel
- Antonín Borový – český skladatel
- Antonín Bořuta – český lední hokejista
- Antonín Brabec – československý kanoista
- Antonín Brabec – český politik
- Antonín Bradáč – český fotbalista
- Antonín Hugo Bradáč – římskokatolický kněz, působící v brněnské diecézi, básník a spisovatel
- Antonín Bradna – český katolický kněz
- Antonín Brančík – český a československý politik
- Antonín Braný – český fotograf
- Antonín Bratršovský – český římskokatolický kněz
- Antonín Braun – český barokní sochař
- Antonín Breburda – český fotbalista
- Antonín Breitenbacher – římskokatolický kněz, odborný historik, archivář a knihovník
- Antonín Brosmann – český katolický řeholník (piarista) a hudební skladatel
- Antonín Brouček – český františkán a profesor teologie
- Antonín Brousek – český exilový básník a literární kritik
- Antonín Martin Brousil – český divadelní a filmový teoretik, kritik, historik a profesor AMU
- Antonín Brož – český sáňkař
- Antonín Brož – český herec, režisér a divadelní představitel
- Anton Bruckner – rakouský hudební skladatel
- Antonín Bruodin – irský františkán – hybern
- Antonín Brus z Mohelnice – katolický duchovní
- Antonín Buček – český fotbalista
- Antonín Buček – český krajinný ekolog
- Antonín Buchtel – český skladatel a sběratel hudebních nástrojů
- Antonín Burjan – český středoškolský profesor a matematik
- Antonín Butz z Rollsbergu – olomoucký a kroměřížský kanovník a prelát
- Antonín Cechner (1857–1942) – český architekt, restaurátor, pedagog a znalec středověkých památek
- Antonín Maria Claret – španělský katolický kněz
- Antonín František Collalto – italský šlechtic
- Antonín Rombald Collalto – italský šlechtic
- Anton Pavlovič Čechov (1860–1904) – ruský spisovatel
- Mikuláš Antonín Číla – český učitel a akademický malíř
- Antonín Dědourek – český knihař a nakladatel
- Antonín Devátý – český houslista, dirigent, hudební skladatel a pedagog
- Antonín Dobřenský z Dobřenic – rakouský generál
- Antonín Bořek-Dohalský – český šlechtic a katolický kněz
- Eliáš Antonín Dohnal – římskokatolický a potom řeckokatolický kněz
- Antonín Dokoupil – dvě osoby téhož jména
- Antonín Dolenský – vrchní knihovník knihovny Národního muzea, bibliograf, historik umění a publicista
- Antonín Doležálek – český pedagog
- Antonín Dostálek – hudební skladatel a klavírista
- Antonín Drábek (1939–2015) – český básník, spisovatel a vydavatel
- Antonio Draghi – italský hudební skladatel působící v Praze
- Antonín Drašar – český herec, režisér, divadelní ředitel a podnikatel
- Antonín Ferdinand Dubravius – český katolický kněz a kazatel a autor libret
- Antonín Duda – český římskokatolický kněz a politický vězeň komunistického režimu
- Antonín Duda – český římskokatolický kněz
- Antonín Dufek – český fotbalista
- Antonín Dušek (1865–1950) – český římskokatolický kněz
- Antonín Dušek (* 1986) – český lední hokejista hrající na postu středního útočníka
- Antonín Dvořák (1817–1881) – český malíř a fotograf
- Antonín Dvořák (1841–1904) – český hudební skladatel
- Antonín Dvořák (1848–1918) – rakouský právník a politik české národnosti z Moravy; poslanec Moravského zemského sněmu
- Antonín Dvořák (1850–1918) – český architekt a stavitel
- Antonín Dvořák (1907–1999) – český salesiánský kněz
- Antonín Dvořák (1920–1997) – český režisér, výtvarník a pedagog
- Antonín Dvořák (* 1949) – český fotbalista, útočník a později trenér
- Antonín Effmert (1832–1899) – rakouský a český podnikatel a politik
- Antonín Eltschkner – český římskokatolický kněz
- Antonín Engel – český architekt, urbanista a teoretik architektury
- Antonín Fantiš – český fotbalista
- Antonín Fiala (1836–1912) – český amatérský meteorolog
- Antonín Fiala (1902–1972) – český a československý politik
- Antonín Fils – hudební skladatel
- Antonín Fingerland – český lékař
- Antonín Fink – český právník a politik
- Antonín Fivébr – český fotbalista, záložník, trenér a akademický malíř
- Antonín Florentský – dominikánský mnich, florentský arcibiskup a vynikající právník
- Antonin Foerster – slovinský klavírní virtuos českého původu
- Antonín Forbelský – český římskokatolický kněz
- Antonín Formánek – rakouský a český právník a politik
- Antonín Fránek – český a československý politik
- Antonín Frel – moravský učitel, historik a spisovatel
- Antonín Frič – významný český přírodovědec
- Antonín Fridrich – český a československý politik
- Antonín Friedl – český historik umění, profesor Filosofické fakulty brněnské univerzity
- Anton Frolo – slovenský házenkář
- Antonín Frozín – český kněz, spisovatel a překladatel
- Antonín Gareis ml. – český grafik, malíř, kreslíř a ilustrátor
- Antonín Gerber – český hudební skladatel a flétnista
- Antonín Gindely – český historik německého původu
- Antonín Gondolán – romský hudebník
- Antonín Gottwald – český učitel, sběratel a amatérský archeolog
- Antonín Gottwald – český a československý politik
- Antonín Gregor – český a československý politik
- Antonín Gruda – český katolický kněz
- Antonín Haffenecker – architekt a dvorní stavitel v období konce baroka a klasicismu
- Antonín Hájek (fotbalista) – český fotbalista
- Antonín Hájek (hudebník) – český kontrabasista a zpěvák
- Antonín Hájek (skokan) – český olympionik a skokan na lyžích
- Antonín Hajn – československý politik a poslanec Národního shromáždění za Československou národní demokracii
- Antonín Hampl – český a československý odborový funkcionář a politik
- Antonín Hardt – český herec
- Antonín Hartmann (františkán) – český teolog
- Antonín Hasal – československý armádní generál, ministr
- Antonín Havelka – český římskokatolický kněz
- Antonín Havlíček – český a československý politik Komunistické strany Československa a poúnorový poslanec Národního shromáždění ČSR
- Antonín Filip Heinrich – americký skladatel narozený v Čechách
- Antonín Hejna – český archeolog
- Antonín Hepnar – český designér, výtvarný umělec, sochař, interiérový architekt a dřevosoustružník
- Antonín Heveroch – český psychiatr a neurolog
- Antonín Heythum – český scénograf, grafik, architekt a návrhář nábytku
- Antonín Himl – český a československý sportovní funkcionář
- Antonín Hinšt – český fotograf žijící v Německu
- Antonín Hirnle – český římskokatolický duchovní
- Antonín Hladký – český katolický kněz
- Antonín Hlaváček (malíř) – rakouský malíř
- Antonín Hnátek (politik) – československý senátor československého Národního shromáždění a politik
- Antonín Hnízdo – český pedagog, ochranář přírody a publicista
- Antonín Hobza – český právník, profesor církevního a mezinárodního práva na Právnické fakultě Univerzity Karlovy a akademik ČSAV
- Antonín Hojer – český fotbalista, obránce, československý reprezentant
- Antonín Holeček – československý fotbalista
- Antonín Holý – český chemik
- Antonín Honejsek – český hokejový útočník
- Antonín Honomichl – český fotbalový útočník, trenér a kronikář karlovarského fotbalu
- Antonín Hons – rakouský politik české národnosti z Čech, poslanec Českého zemského sněmu
- Antonín Horný – český církevní hodnostář, profesor na univerzitě v Olomouci a ve Vídni a rektor olomoucké univerzity
- Antonín Hošťálek – český novinář
- Antonín Houba – český hokejista
- Antonín Hradil – český varhaník, dirigent, hudební skladatel a pedagog
- Antonín Hranáč – rakouský politik české národnosti z Moravy
- Antonín Hrazdíra – český a československý politik KSČ
- Ignác Antonín Hrdina – český katolický kněz, strahovský kanovník, právník a vysokoškolský pedagog
- Antonín Hrdý – český katolický kněz, vysokoškolský pedagog, profesor morální teologie a speciální dogmatiky
- Antonín Hřebík – český a československý politik
- Antonín Hubka – rakouský menšinový aktivista a politik české národnosti z Čech
- Anton Hübner – moravský a rakouský úředník, regionální historik a politik německé národnosti
- Antonín Hudeček – český malíř-krajinář
- Antonín Hulka – rakouský notář a politik české národnosti z Moravy
- Antonín Husák – český římskokatolický kněz a politik
- Antonín Husník – víc osob, rozcestník
- Antonín Hušek – český fotbalista, záložník
- Antonín Huvar – český katolický kněz
- Antonín Charouz – automobilový závodník a podnikatel
- Antonín Chittussi – český malíř
- Antonín Chloupek – československý politik
- Antonín Chmel – český podnikatel v době Rakouska-Uherska
- Antonín Chmelík – československý politik
- Antonín Choděra – rakouský sokolský funkcionář
- Antonín Chroustovský – český a československý politik
- Antonín Jančařík (1950–2018) – český speleolog
- Antonín Jedlička (1923–1993) – český herec, moderátor a imitátor
- Antonín Jelínek (1930–2008) – český spisovatel, literární historik
- Antonín Jelínek (* 1956) – bývalý československý zápasník
- Antonín Jemelka – český malíř, římskokatolický kněz
- Antonín Jeřábek (* 1982) – český rozhodčí ledního hokeje
- Antonín Jiráček – československý politik
- Antonín Jiránek – český hudební skladatel
- Antonín Kachlík – český režisér a filmový pedagog
- Antonín Kaliba – český fotbalista
- Antonín Kalina – československý občan, Spravedlivý mezi národy
- Antonín Kammel – český houslista a hudební skladatel
- Antonín Kandert – český herec a divadelní režisér
- Antonín Kaňourek – československý rolník, novinář, politik a meziválečný poslanec Národního shromáždění za Československou stranu lidovou
- Antonín Kapek – český politik a funkcionář KSČ
- Antonín Kaska – rakouský politik české národnosti z Čech
- Antonín Kasper (junior) – český plochodrážní jezdec
- Antonín Kašpar – český a československý politik KSČ
- Antonín Klouda – český a československý politik
- Antonín Kocábek – český hudební publicista
- Antonín Kohout – český violoncellista a hudební pedagog
- Antonín Koláček – český manažer a podnikatel
- Antonín Kolek – český pedagog
- Antonín Kolenatý – český zoolog, botanik, geolog, cestovatel a lékař
- Antonín Emanuel Komers – český a rakouský agronom, pedagog a politik
- Antonín Koniáš – český kazatel
- Antonín Koníček – český kapelník a skladatel
- Antonín Konvalín – rakouský rolník a politik z Moravy
- Antonín Kosík – český spisovatel a filosof
- Antonín Kosina – český učitel, básník a spisovatel
- Antonín Kotáb – český a československý politik
- Antonín Kotěra – český středoškolský profesor
- Antonín Kovář (1897–?) – český a československý politik
- Antonín Zdeněk Kovář – český římskokatolický kněz a kapucín
- Antonín Kozák – český a československý politik a poúnorový bezpartijní poslanec Národního shromáždění ČSSR, Sněmovny lidu Federálního shromáždění a České národní rady
- Antonín Kozohorský – československý fotbalista, obránce
- Antonín Kraft – český violoncellista a hudební skladatel
- Antonín Kramerius – český fotbalista, brankář, reprezentant Československa, účastník olympijských her v Mexiku roku 1968
- Antonín Kratochvil – český spisovatel
- Antonín Kratochvíl – český fotograf
- Antonín Krček – český a československý politik
- Antonín Kroča – český malíř
- Antonín Krumnikl – český a československý politik KSČ
- Antonín Křapka – český fotbalový obránce
- Antonín Křišťál – český fotbalista, útočník, reprezentant Československa
- Antonín Kubálek (1935–2011) – český klavírista
- Antonín Kubát (1868–1967) – výrazná postava Pražského podskalí, známý jako „Poslední podskalák“
- Antonín Kubát (1885–1970) – český akademický malíř, grafik a středoškolský pedagog
- Antonín Kubec – československý voják a příslušník výsadku Bronse
- Anton Kuchyňka – rakouský a český politik
- Antonín Kučera – český skladatel a vojenský kapelník
- Antonín Kučera – český fotbalista, reprezentant
- Antonín Kučera – český vysokoškolský pedagog, profesor informatik
- Antonín Kučera – český politik z Příbrami, poslanec Říšského sněmu v letech 1848–1849
- Antonín Kupka – český římskokatolický kněz, soudce Interdiecézního soudu v Olomouci, exercitátor a papežský kaplan
- Antonín Kurš – český divadelní režisér, herec, překladatel a pedagog
- Antonín Kybal – český textilní výtvarník a pedagog, zakladatel české školy tapisérie
- Antonín Langweil – český výtvarník
- Antonín Lanhaus – československý fotbalista
- Antonín Láník – český kněz, organolog, houslista, violista, dirigent, skladatel
- Antonín Laštovička – český fotbalista
- Antonín Lauterbach – český učitel
- Antonín Lego – český katolický kněz
- Antonín Lenz – český katolický kněz
- Antonín Lewý – český malíř-krajinář
- Antonín Lhota – český malíř a pedagog
- Antonín Lhoták – český sochař a medailér
- Antonín Liehm – český malíř a pedagog
- Antonín Liewald – český podnikatel
- Antonín Líman – český japanolog, překladatel a pedagog
- Antonín Linhart – český trampský a countryový hudebník
- Antonín Liška – český kněz
- Antonín Liška – českobudějovický biskup
- Antonín Lukáš – bývalý československý fotbalový obránce
- Antonín Macek – český levicový novinář, spisovatel, dramatik a básník
- Antonín Maděra – rakouský a český právník a politik
- Antonín Macháček (*1951) – bývalý český politik
- Antonín Machát – český a československý vydavatel
- Antonín Machek – český malíř
- Antonín Maixner – vynikající houslista
- Antonín Majer – český malíř a grafik
- Antonín Mandl – český katolický duchovní
- Antonín Mánes (1784–1843) – český malíř a kreslíř
- Antonín Marek – český římskokatolický kněz, čestný kanovník litoměřické kapituly, básník, překladatel a jazykovědec
- Antonín Mareš (1818–1898) – rakouský státní úředník
- Antonín Máša – český spisovatel, scenárista, dramatik, režisér, publicista a filmový manažer
- Antonín Maštalíř – český sociálnědemokratický politik
- Antonín Matějček – český historik umění
- Antonín Matzenauer – český slavista, baltista a jazykovědec
- Antonín Matzner – český hudební publicista
- Antonín Měchura – český fotbalista
- Antonín Melka – český hokejový útočník
- Antonín Mezník – český právník a politik
- Antonín Milata – český hudební manažer a podnikatel
- Antonín Bedřich I. Mitrovský – osvícenec, moravský gubernátor a nejvyšší český a první rakouský kancléř
- Antonín Mlejnský – český fotbalista
- Antonín Modr – český hudební vědec a skladatel
- Antonín Mohl – rakouský a český národohospodář, pedagog, odborník na chmelařství a politik
- Antonín Mokrý – český a rakouský politik
- Antonín Mokrý – český právník
- Antonín Molčík – český herec
- Antonín Mölzer starší – český stavitel varhan
- Antonín Moskalyk – český režisér
- Antonín Navrátil – český a československý politik
- Antonín Navrátil – český herec
- Antonín Nedoma – rakouský a český rolník a politik
- Antonín Němec (1858–1926) – český novinář
- Antonín Němeček (odbojář) – český odbojář
- Antonín Němeček (prelát) – český římskokatolický kněz
- Antonín Nerad – štábní rotmistr československé armády
- Antonín Neureutter, uměleckým jménem Michal Sedloň – český básník a překladatel
- Antonín Nič – československý zápasník věnující se oběma stylům, držitel stříbrné a dvou bronzových medailí z mistrovství Evropy v zápase řecko-římském
- Antonín Nosek – český pedagog a zoolog
- Antonín Novák (politik) (1874–?) – československý politik
- Antonín Novák (fotbalista) (1907–1982) – český fotbalista
- Antonín Novák (politik KSČ) (* 1925) – český a československý politik KSČ
- Antonín Novák (houslista) (1936–2008) – český houslista
- Antonín Novák (vrah) (* 20. století) – slovenský pedofilní vrah
- Antonín Novotný (historik umění) (1891–1978) – český historik umění
- Antonín Novotný (1904–1975) – prezident Československa (1957–1968)
- Antonín Novotný (herec) (1913–2005) – filmový herec a chemik
- Antonín Nývlt – rtyňský rychtář
- Antonín Odehnal – český sochař a medailér
- Antonín Osička – významný český anglista, básník i prozaik
- Antonín Otradovec – český a československý politik
- Jan Antonín Pacák – český výtvarník a muzikant
- Antonín Panenka (* 1948) – český fotbalista a fotbalový trenér
- Antonín Petrof – český výrobce klavírů, zakladatel značky Petrof
- Antonín Matěj Píša – český básník
- Jan Antonín Pitínský – český divadelní režisér
- Antoninus Pius – římský císař
- Antonín Podlaha – český římskokatolický kněz
- Antonín I. Portugalský – portugalský král
- Antonín Pospíšil – český a československý politik
- Antonín Procházka – český herec, dramatik a režisér
- Antonín Procházka – český malíř, grafik a ilustrátor
- Antonín Procházka – československý volejbalista
- Antonín Přidal – český překladatel, dramatik a moderátor
- Antonín Puč – český fotbalista
- Anton Rahn – moravský a rakouský důlní podnikatel z Rosicka a politik německé národnosti
- Antonín Randa – český profesor občanského práva na právnické fakultě Univerzity Karlo-Ferdinandovy v Praze, zakladatel moderní české civilistiky, čestný doktor univerzit v Bologni a Krakově
- Antonín Randa – český katolický publicista
- Antonín Ratzensberger – český fotbalista
- Antonín Raymond – byl český architekt
- Antonín Reichenauer – český hudební skladatel
- Antonín Reissenzahn – pražský podnikatel a továrník
- Antonín Rejcha – český hudební skladatel, pedagog a hudební teoretik
- Antonín Remeš – československý politik
- Antonín Rezek – český historik
- Antonín Riga – brněnský sochař pruského původu
- Antonín Rosa – český fotbalista
- Antonín Rosa – český fotbalový obránce
- Antonio Rosetti (pův. František Antonín Rössler) – italský hudební skladatel původem z Čech
- Antonín Ferdinand Rothkirch – římskokatolický duchovní a teolog
- Antonín Rükl – český popularizátor astronomie a selenograf
- Antonín Rusek – český a československý ekonom, politik Komunistické strany Československa, poslanec České národní rady a Sněmovny národů Federálního shromáždění na počátku normalizace
- Antonín Růžička – český lední hokejista hrající na postu obránce
- Antonín Rybička (pseud. Skutečský) – český historik, archivář a právník
- Antonín Rýdl – český herec a divadelní režisér
- Antonín Rydlo – rakouský a český politik
- Anton Ryger – rakouský a český právník a politik německé národnosti
- Antonín Rýgr – český fotbalista a fotbalový trenér, československý reprezentant a trenér československé reprezentace
- Antoine de Saint-Exupéry – francouzský spisovatel
- Antonín Arnošt Schaffgotsche – brněnský sídelní biskup
- Antonín Skočdopole – český katolický kněz
- Antonín Slavíček – český malíř
- Antonín H. Sokol – český novinář, spisovatel a dramatik
- Antonín Sova – český básník a prozaik
- Antonín Springer – člen jinonické odbojové skupiny za protektorátu
- Antonín Staněk (* 1966) – český politik a primátor Olomouce
- Antonín Ludvík Stříž – český římskokatolický kněz
- Antonín Svěcený – český a československý vydavatel a politik
- Antonín Svoboda – český vynálezce a počítačový vědec
- Antonín Benjamin Svojsík – pedagog a zakladatel junáctví
- Anton Svraka – československý politik
- Antonín Maria Šírek z Rejty – astronom a optik
- Antonín Šůra – český herec
- Antonín Šváb – československý jezdec na ploché dráze a cyklista
- Antonín Švehla – prvorepublikový politik
- Antonín Švorc – český operní pěvec-barytonista
- Antonín Tejnor – český lingvista, bohemista a překladatel z němčiny
- Antonín Tenzer – český architekt, představitel vrcholného funkcionalismu
- Antonín Tesař – český fotograf
- Antonín Tesařík – český politik
- Antonín Tichý (fotbalista) – český fotbalista
- Antonín Emil Titl – český kapelník a hudební skladatel
- Antonín Tomalík – český výtvarník, představitel Informelu
- Karel Toman, vlastním jménem Antonín Bernášek – český básník, novinář a překladatel z francouzštiny
- Antonín Trávníček (1892–1968) – farář a později děkan ve Vladislavi
- Antonín Tripes – bývalý český soudce
- Antonín Trubecký – český a československý politik a poslanec Prozatímního Národního shromáždění za Československou sociální demokracii
- Antonín Truhlář (1849–1908) – český středoškolský profesor, literární historik a klasický filolog
- Antonín Trýb – český lékař, básník a spisovatel
- Antonín Uhlíř – český sociolog a československý politik
- Antonín Ulrich – český hudebník, skladatel a pedagog
- Antonín Vahala – český zvěrolékař a politik
- Antonín Vandrovec – český a československý politik
- Antonín Vaněk – rakouský politik české národnosti
- Antonín Vašek – český, ve Slezsku působící středoškolský profesor, novinář, filolog a národní buditel místních Čechů
- Géza Včelička – český levicový novinář, reportér, spisovatel (básník i prozaik), cestovatel a trampský organizátor a nadaný malíř
- Antonín Veselka – český hudební skladatel, muzikant a klavesák
- Antonín Vítek – pracovník Akademie věd České republiky, chemik a přední český znalec a popularizátor v oboru kosmonautiky
- Antonio Vivaldi – italský hudební skladatel
- Antonín Norbert Vlasák – český katolický kněz a spisovatel
- Antonín Vodička – český fotbalista, československý reprezentant
- Antonín Ludvík Vyskočil – český spisovatel, básník a knihovník
- Antonín Wagner – český sochař, architekt a restaurátor
- Antonín Alois Weber – římskokatolický kněz německé národnosti
- Antonín Wiehl – český architekt
- Antonín Winter – český spisovatel
- Antonín Zápotocký (1884–1957) – československý prezident (1953–1957)
- Antonín Otakar Zeithammer – český politik a novinář
- Antonín Zralý – český politik
- Antonín Zvěřina – rakouský a český lékárník a politik
- Antonín Žáček – český novinář a překladatel z angličtiny do němčiny
- Antonín Žák – český a československý politik
- Antonín Žalský – český atlet a vrhač
- Antonín Železný – zakladatel firmy JIKOV
- Antonín Žváček – český skladatel a dirigent dechové hudby
- Marc-Antoine Charpentier – francouzský hudební skladatel
- Marcantonio Raimondi – italský renesanční grafik a rytec
- Marek Antonín Canevalle – italský architekt působící v Praze
- Pietro Antonio Cesti (též jako Marcantonio Cesti) – italský hudební skladatel
- Tonino Guerra (Antonio Guerra) (1920–2012) – italský básník, spisovatel a scenárista

## Příjmení
- Pavel Antonín – český lékař a politik
- Martin D. Antonín – český spisovatel
- Robert Antonín – český historik
- Vladimír Antonín – český mykolog

## Literární a filmové postavy
- Antonín, topič elektrárenský – Jiří Wolker, Balada o očích topičových
- Anton Špelec ostrostřelec – český film s Vlastou Burianem v hlavní roli
- Dobrý borec Antonín – humoristická kniha od Jaroslava Žáka
- Antonín "Tóna" Boháček – ve filmu Utrpení mladého Boháčka
- Tlustý Tony – seriál Simpsonovi
- Antoška – sovětský krátký kreslený film založený na dětské písni (1969)
- Antonín Bejval – fiktivní postava z Poláčkovy knihy Bylo nás pět
- šimpanz Tonda – fiktivní postava z filmu Šest medvědů s Cibulkou
- Antonín Hruška – fiktivní postava z filmu Na samotě u lesa
- Tonda Čejka – fiktivní postava z filmu Obecná škola
- Toník Rosický-Suchý – malý kluk ze seriálu Ordinace v růžové zahradě. Hraje ho Lukáš Hrabák.
- Antonín Rosický – fiktivní postava ze seriálu Ordinace v růžové zahradě
- Smrtijed (Antonín Dolohov) – fiktivní postava z filmu Harry Potter

## Jiní Antonínové
- Antonín Dvořák: Rekviem